# Alain Goffin
Alain Goffin (* 15. August 1956 in Ixelles) ist ein belgischer Comiczeichner.
Nach einem Kunststudium am Institut Saint-Luc in Brüssel veröffentlichte er ab 1978 erste Comics im Magazin (à suivre). In diesem erschien drei Jahre später die Kriminal-Geschichten um Thierry Laudacieux (dt.: Die Abenteuer des Patrick Timmermans), die er mit dem Texter François Rivière anfertigte. Für die Autoren Benoît Peeters und François Schuiten zeichnete er 1989 das Album Plagiat!.
Goffin, der auch in der Werbung tätig war, zeichnet im Stil der Ligne claire.

## Alben
- Die Abenteuer des Patrick Timmermans (2 Alben, Carlsen, 1988)
- Plagiat! (Carlsen, 1991)
- Das Geheimnis des Julius Morcom (Feest, 1993)
- Zurück ins ‚La Rapée‘ (Arboris, 1994)